# Opoul-Périllos
Opoul-Périllos (în catalană Òpol i Perellós) este o comună în departamentul Pyrénées-Orientales din sudul Franței. În 2009 avea o populație de 873 de locuitori.

## Evoluția populației
| An        | 1975 | 1982 | 1990 | 1999 | 2006 | 2009 |
| --------- | ---- | ---- | ---- | ---- | ---- | ---- |
| Populație | 482  | 552  | 585  | 595  | 733  | 873  |